# Statsskole
En statsskole var en uddannelsesinstitution, et gymnasium, der var ejet af staten.
I de fleste tilfælde starter det med det, der hed en lærd skole eller en latinskole, ofte i privat eje, Når den blev overtaget af staten, kom den til at hedde en statsskole. Statsskolerne overgik den 1. januar 1986 til amtsligt regi og skiftede i den forbindelse navn dog med flere undtagelser. Randers Statsskole, Horsens Statsskole, Sønderborg Statsskole og Esbjerg Statsskole beholdt f.eks. deres navne, selv om de ikke længere er statsejede. Da amterne blev nedlagt, blev de gamle statsskoler selvejende institutioner. I dag er landets eneste statsskole Sorø Akademi.
Den samme historie har statsseminarierne.
I Hillerød ligger Frederiksborg Gymnasium og HF. Den blev kaldt Latinskolen eller Frederiksborg lærde Skole frem til 1903, hvor den kom til at hedde Frederiksborg Statsskole frem til 1986, hvor den blev overtaget af amtet og fik sit nuværende navn.
Et eksempel på en statslig folkeskole er Statens Pædagogiske Forsøgscenter (SPF), der lukkedes i 2007.